# Куйтун (река, впадает в Эби-Нур)
Куйтун (кит. 奎屯河) — река в Синьцзян-Уйгурском автономном районе Китая, в Южной Джунгарии. Берёт начало на северных склонах хребта Ирен-Хабырга Восточного Тянь-Шаня на высоте 1838 метров над уровнем моря. Течёт по территории городского уезда Усу округа Чугучак Или-Казахского автономного округа. Поворачивает на север и течёт по западной окраине Майтага (Душаньцзы) и Куйтуна. Далее на реке находятся два водохранилища — Куйтун и Чэпайцзы. Река поворачивает на северо-запад, а затем на юго-запад и течёт по территории уезда Цзинхэ Боро-Тала-Монгольского автономного округа. Впадает в озеро Эби-Нур на высоте 189 метров над уровнем моря.
В низовьях река Куйтун иногда называется Джергалан. Монгольский топоним Джергалан означает «величественный». Куйтун — тюркский топоним, означает «холодная».
В конце XIX — начале XX века в долинах Куйтуна и Манаса расселялись на зиму северотяньшанские монголы, который большую часть года кочевали со своими стадами в горах.
В верховьях реки по долине проходит автомагистраль Годао 217.